# Gutenberger Höhle
Die Gutenberger Höhle ist eine Schauhöhle der Schwäbischen Alb.

## Beschreibung

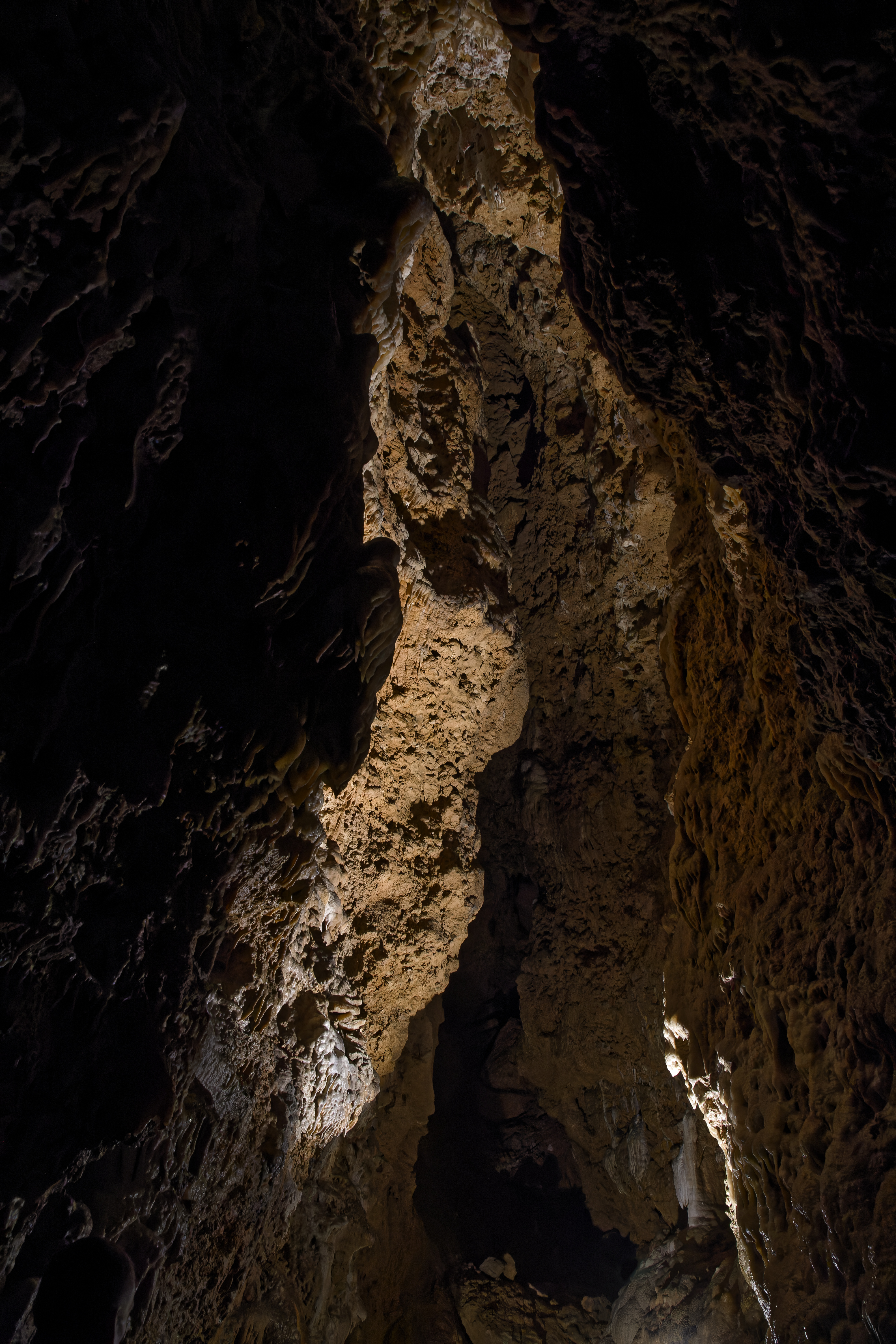
Die Hallen der Gutenberger Höhle sind bis zu 28 m hoch.

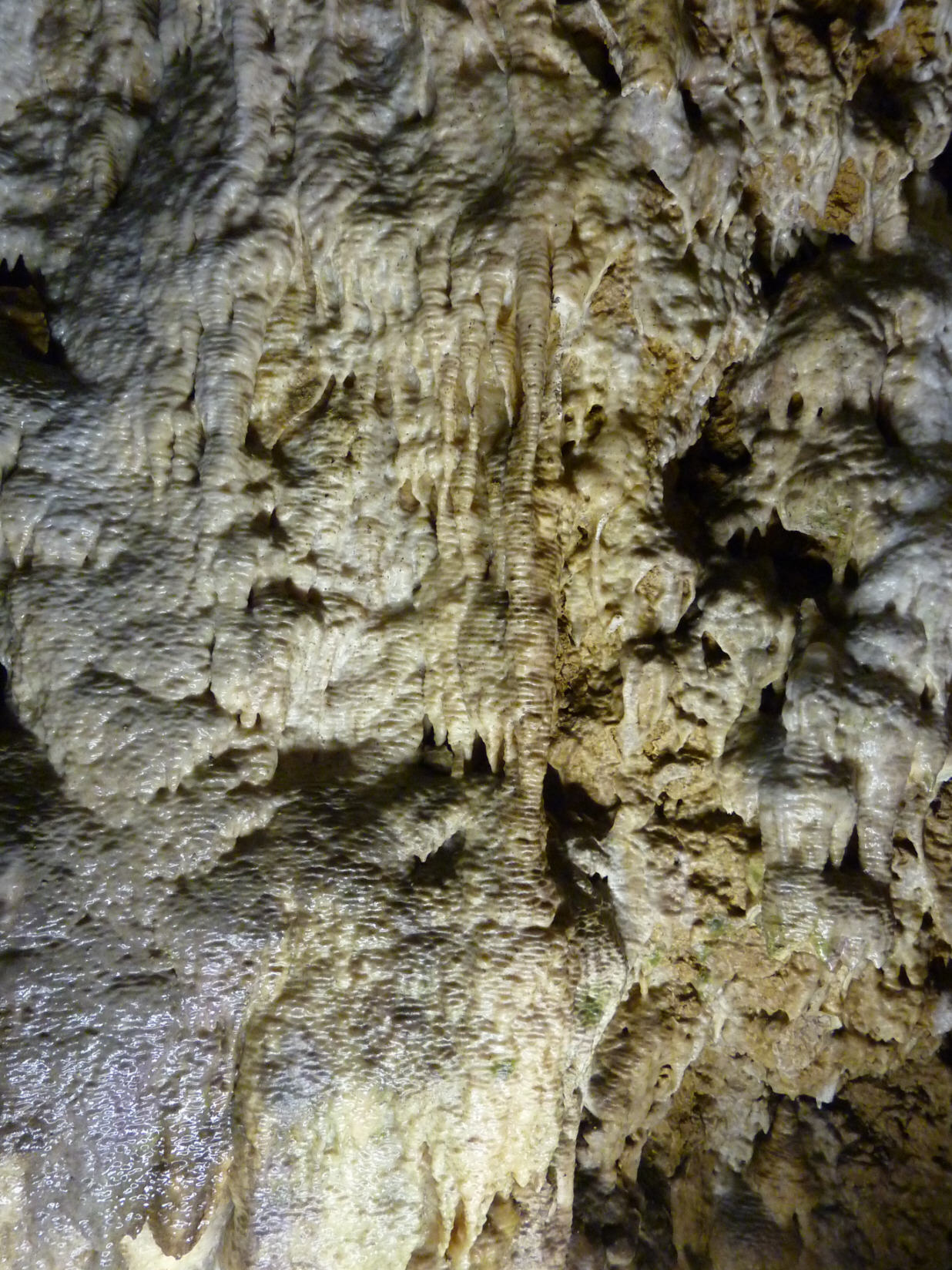
Tropfsteinwand in der Gutenberger Höhle

Die Gutenberger Höhle liegt 680 Meter über NN und hat eine Länge von 180 Metern. Die Vertikalerstreckung der Höhle liegt bei 28 Meter. Sie liegt in Baden-Württemberg bei Lenningen im Ortsteil Gutenberg im Malmdelta und ist an zwei parallelen rheinischen Klüften angelegt.
Die Höhle wurde 1888/89 vom seit Menschengedenken bekannten Heppenloch aus durch Grabungen entdeckt. August Hedinger entdeckte eiszeitliche Tierartefakte. Seit April 1890 ist sie als Schauhöhle auf einer Länge von 110 Metern der Öffentlichkeit zugänglich. Seit 1967 ist die Höhle elektrisch beleuchtet.
Der heutige Eingang der Höhle geht von dem 17 Meter langen Heppenloch aus. In den höher gelegenen Teilen ist sie geräumig, in der tiefer gelegenen Klamm ist sie eng, bedingt durch die Beschaffenheit des Gesteins. Die Höhle hat sehr schönen Tropfsteinschmuck und besteht aus insgesamt sieben Hallen.
In nur 200 Meter Entfernung liegt die Gußmannshöhle, ebenfalls eine Schauhöhle.
Die Gutenberger Höhle ist seit September 2016 als bedeutendes Geotop und Geopoint des UNESCO Geopark Schwäbische Alb ausgezeichnet. Sie ist außerdem ein Kulturdenkmal.

## Funde
In der Höhle fanden sich die deutschlandweit bislang einzigen Überreste eines Berberaffen.